# Two and a Half Men/Staffel 6
Die sechste Staffel der US-amerikanischen Sitcom Two and a Half Men feierte ihre Premiere am 22. September 2008 auf dem Sender CBS. Die deutschsprachige Erstausstrahlung sendete der deutsche Fernsehsender ProSieben vom 20. Oktober bis zum 22. Dezember 2009 und am 26. Januar 2010. Am 9. und am 16. Januar und vom 6. Februar bis zum 27. März 2010 sendete der österreichische Fernsehsender ORF eins die Erstausstrahlung. Die letzten sieben Episoden dieser Staffel wurden im Zeitraum vom 30. März bis zum 7. April 2010 auf dem Schweizer Fernsehsender SF zwei erstausgestrahlt.
Im deutschsprachigen Raum wurde die erste Staffel unter dem Titel „Mein cooler Onkel Charlie“ ausgestrahlt. Ab der zweiten Staffel wurde der amerikanische Originaltitel verwendet und der deutsche Titel als Zusatz angehängt: Two and a Half Men – Mein cooler Onkel Charlie.

## Darsteller
| Figur                            | Darsteller       | Deutscher Sprecher |
| -------------------------------- | ---------------- | ------------------ |
| Charles „Charlie“ Francis Harper | Charlie Sheen    | Benjamin Völz      |
| Dr. Alan Jerome Harper           | Jon Cryer        | Viktor Neumann     |
| Jacob „Jake“ David Harper        | Angus T. Jones   | Adrian Kilian      |
| Evelyn Harper                    | Holland Taylor   | Astrid Bless       |
| Judith Melnick (vormals Harper)  | Marin Hinkle     | Christin Marquitan |
| Berta                            | Conchata Ferrell | Regina Lemnitz     |
| Chelsea                          | Jennifer Taylor  | Schaukje Könning   |
| Dr. Herb Melnick                 | Ryan Stiles      | Oliver Siebeck     |
| Melissa                          | Kelly Stables    | Sonja Spuhl        |
| Rose                             | Melanie Lynskey  | Cathlen Gawlich    |

## Episoden
| Nr. (ges.) | Nr. (St.) | Deutscher Titel                                | Originaltitel                         | Erstausstrahlung USA | Deutschsprachige Erstausstrahlung (D/A/CH) | Regie         | Drehbuch |
| --- | --------- | ---------------------------------------------- | ------------------------------------- | -------------------- | ------------------------------------------ | ------------- | --- |
| 116 | 1         | Das Wunschkind                                 | Taterhead Is Our Love Child           | 22. Sep. 2008        | 20. Okt. 2009                              | James Widdoes | Handlung: Chuck Lorre & Lee Aronsohn Schauspiel: Mark Roberts, Don Foster & Jim Patterson                                  |
| Charlie trifft auf eine alte Freundin und ihren Sohn, der sehr arg Charlie ähnelt und ebenfalls einen ähnlichen Namen besitzt, nämlich Chuck. Charlie hat Angst, dass es sein unehelicher Sohn ist. Prompt fährt er zu ihr nach Hause und will wissen, wer der Vater ist, bekommt aber keine genauen Antworten. Bei seinem zweiten Besuch gibt er seiner alten Freundin einen großen Scheck und nachdem Charlie außer Haus ist, wird offensichtlich, dass es gar nicht der Sohn seiner alten Freundin ist, sondern sie nur als Babysitter gearbeitet hat. |           |                                                |                                       |                      |                                            |               | |
| 117 | 2         | Ich hätte einen Affen nehmen sollen            | Pie Hole, Herb                        | 29. Sep. 2008        | 20. Okt. 2009                              | James Widdoes | Handlung: Chuck Lorre & Lee Aronsohn Schauspiel: Eddie Gorodetsky & Susan Beavers                                          |
| Jake hat seinen ersten Aushilfsjob bei seiner Oma Evelyn, bei dem er sich jedoch alles andere als gut anstellt. Alan und Charlie geraten unterdessen in einen Streit, weil Charlie noch 24,68 Dollar Schulden bei Alan hat. Der Streit artet aus, als Charlie beschließt, das Geld nicht zurückzuzahlen und Alan ihm als Reaktion darauf den Tank leerpumpt. |           |                                                |                                       |                      |                                            |               | |
| 118 | 3         | Rührei                                         | Damn You, Eggs Benedict               | 6. Okt. 2008         | 27. Okt. 2009                              | Jean Sagal    | Handlung: Mark Roberts & Don Foster Schauspiel: Chuck Lorre & Lee Aronsohn                                                 |
| Charlie hat das Kochen und Backen für sich entdeckt und stellt im betrunkenen Zustand immer neue Kreationen von Rührei her, welche er jedem im Haus fröhlich zum Probieren anbietet. Alan trifft sich derweil mit zwei Frauen parallel, was ihm jedoch Schwierigkeiten bereitet, da er kein guter Lügner ist. Nachdem eine der Frauen seine Lügen durchschaut hat, fährt Alan kurzfristig zu seiner zweiten Freundin und stellt fest, dass sie ebenfalls mehrere Liebhaber hat und ihn nur als Lückenfüller benutzt hat. Jake lässt sich derweil ein Six-Pack Bier kaufen und betrinkt sich, bis er kotzen muss. |           |                                                |                                       |                      |                                            |               | |
| 119 | 4         | Knall und Fall                                 | The Flavin’ and the Mavin’            | 13. Okt. 2008        | 3. Nov. 2009                               | James Widdoes | Handlung: Chuck Lorre & Lee Aronsohn Schauspiel: Eddie Gorodetsky & Jim Patterson                                          |
| Da Alans Auto in der Werkstatt ist und kein Bus von Malibu zur Alans Praxis fährt, muss Charlie ihn zur Arbeit fahren. Als Charlie Alans Vorzimmerdame Melissa kennenlernt, lädt er sie nach der Arbeit auf einen Drink auf seine Terrasse ein. Obwohl Alan Charlie bittet, die Finger von ihr zu lassen, geht Charlie mit ihr ins Bett, da er sich seiner aufrichtigen Gefühle für sie sicher ist. Nachdem Melissa ein ganzes Wochenende mit Charlie verbracht hat, bewahrheiten sich Alans Befürchtungen, und die beiden trennen sich. Durch die Trennung aufgebracht, fordert Melissa eine Gehaltserhöhung und Urlaubsgeld von Alan, der daraufhin wieder einmal die Konsequenzen für Charlies Bettgeschichten tragen muss. |           |                                                |                                       |                      |                                            |               | |
| 120 | 5         | Schuld und Sühne                               | A Jock Strap in Hell                  | 20. Okt. 2008        | 10. Nov. 2009                              | Jean Sagal    | Handlung: Chuck Lorre & Lee Aronsohn Schauspiel: Don Foster, Eddie Gorodetsky & Susan Beavers                              |
| Charlie, Alan und Jake sind zusammen unterwegs, um einen Tiefschutz für Jake zu kaufen, als sie Jakes ehemalige Lehrerin und Charlies alte Flamme Miss Pasternak treffen, die ihnen erzählt, dass sie einen Nervenzusammenbruch hatte und jetzt in einem Strippclub arbeiten muss. Weil Charlie sich schuldig fühlt, engagiert er Miss Pasternak als Nachhilfelehrerin für Jake, um ihr einen Teil ihres alten Lebens zurückzugeben. Als Charlie jedoch feststellt, dass Miss Pasternak zu einer Religionsfanatikerin geworden ist, bereut er seine Entscheidung, ihr zu helfen, und versucht, sie wieder loszuwerden. |           |                                                |                                       |                      |                                            |               | |
| 121 | 6         | Der Herr im Haus                               | It’s Always Nazi Week (1)             | 3. Nov. 2008         | 17. Nov. 2009                              | James Widdoes | Handlung: Chuck Lorre & Lee Aronsohn Schauspiel: Mark Roberts & Jim Patterson                                              |
| Judith hat Eheprobleme mit ihrem neuen Mann Herb und wirft ihn aus dem Haus. Um ihr unter die Nase zu reiben, dass sie der Grund für das Scheitern ihrer Beziehungen ist, fährt Alan zu Judith und landet überraschenderweise mit ihr im Bett. Herb versucht inzwischen, seine neu gewonnene Freiheit zu genießen und bittet Charlie, mit ihm auf Frauenfang zu gehen, was jedoch scheitert, da Herbs Vorstellungen von Dates und Frauen sehr veraltet sind. |           |                                                |                                       |                      |                                            |               | |
| 122 | 7         | Alles einsteigen                               | Best H.O. Money Can Buy (2)           | 10. Nov. 2008        | 24. Nov. 2009                              | James Widdoes | Handlung: Chuck Lorre & Lee Aronsohn Schauspiel: Mark Roberts, Don Foster & Eddie Gorodetsky                               |
| Nachdem Alan mit Judith geschlafen hat, gesteht er Charlie, dass er Bedenken wegen einer erneuten Beziehung mit Judith hat. Als Jake das Zimmer betritt, wechseln die beiden das Thema und geben vor, Jake auf eine Militärschule schicken zu wollen, worauf Jake alles tut, um die beiden umzustimmen. Nach einigen weiteren Treffen von Judith und Alan stellt Judith fest, dass sie sich nicht noch einmal auf Alan einlassen kann, und kommt wieder mit Herb zusammen. Nach sechs Wochen offenbaren Herb und Judith, dass sie ein Baby erwarten, und Alan macht sich Gedanken, weil er glaubt, dass Judiths Baby von ihm ist. |           |                                                |                                       |                      |                                            |               | |
| 123 | 8         | Pinocchios Mund                                | Pinocchio’s Mouth                     | 17. Nov. 2008        | 15. Dez. 2009                              | Jeff Melman   | Handlung: Chuck Lorre & Mark Roberts Schauspiel: Don Foster & Jim Patterson                                                |
| Charlies Freundin Chelsea hat es satt, täglich eine Stunde zur Arbeit zu fahren, wenn sie bei Charlie übernachtet. Um ihr den Weg zu ersparen, bittet sie Charlie, bei ihr zu übernachten. Charlie ist jedoch so an sein Bett und seine Laken gewöhnt, dass er bei Chelsea kein Auge zumachen kann. Jake hat derweil Hausarrest und Fernsehverbot, was er jedoch um jeden Preis versucht zu umgehen. |           |                                                |                                       |                      |                                            |               | |
| 124 | 9         | Mali-Buh                                       | The Mooch at the Boo                  | 24. Nov. 2008        | 22. Dez. 2009                              | Jeff Melman   | Handlung: Chuck Lorre & Lee Aronsohn Schauspiel: Eddie Gorodetsky & Susan Beavers                                          |
| Alan tut Charlie einen Gefallen und bringt Charlies Mercedes für ihn zur Inspektion, wo er Diane kennenlernt. Als Alan glaubt, dass es zwischen ihm und Diane funkt, vergnügt er sich mit ihr im Haus seiner Mutter Evelyn, die für einige Tage verreist ist. Diane hat es jedoch nicht auf Alan, sondern auf Charlies teures Auto abgesehen. Jake und Charlie heißen derweil ihre neuen Nachbarn, Jerome und Celeste, willkommen. Jake und Celeste machen zusammen einen Strandspaziergang, worüber Celestes Vater gar nicht glücklich ist. Als die beiden nach einigen Stunden noch nicht zurück sind, wendet sich Jerome aufgebracht an Charlie, dem es nur mit größter Überzeugungskunst gelingt, Jerome zu beruhigen. |           |                                                |                                       |                      |                                            |               | |
| 125 | 10        | Der Schwachkopf kriegt ein Auto                | He Smelled the Ham, He Got Excited    | 8. Dez. 2008         | 9. Jan. 2010                               | Jeff Melman   | Handlung: Mark Roberts Schauspiel: Don Foster & Susan Beavers                                                              |
| Evelyn hat sich dazu entschlossen, ihrem Enkel das College zu finanzieren. Da Jake jedoch keine offensichtlichen Begabungen hat, muss sie lange suchen, bis sie entdeckt, dass Jake ein guter Koch ist. Um Jakes Anstrengungen zu würdigen, verspricht sie ihm ein Auto zu schenken, wenn er es auf ein College schafft. Da Alan nun kein Ziel mehr vor Augen hat, beschließt er, nicht mehr arbeiten zu gehen und sein Leben auszukosten, was ihm jedoch nicht recht gelingen will. |           |                                                |                                       |                      |                                            |               | |
| 126 | 11        | Ein Sarg ist keine Sonnenbank                  | The Devil’s Lube                      | 15. Dez. 2008        | 16. Jan. 2010                              | Jeff Melman   | Handlung: Chuck Lorre, Lee Aronsohn & Mark Roberts Schauspiel: Don Foster, Eddie Gorodetsky, Susan Beavers & Jim Patterson |
| Charlies bester Freund Andy stirbt, während die beiden zusammen auf Charlies Terrasse sitzen und sich bei einem Bier und einer Zigarre Geschichten aus alten Zeiten erzählen. Da Charlie sich nun auch Gedanken um seine Gesundheit macht, fährt er ins Krankenhaus und lässt alle möglichen Tests an sich machen. Da er jedoch auf die Ergebnisse etwas warten muss, versucht er in der Zwischenzeit durch Geschenke einen guten Eindruck bei seinen Lieben zu hinterlassen. Als Charlie und Alan auf Andys Beerdigung sind und Charlie merkt, wie wenig Leute bei der Beerdigung seines Freundes sind, glaubt er etwas von sich auf der Erde hinterlassen zu müssen, und will Rose einen Heiratsantrag machen. Als er vor Rose auf die Knie geht, bekommt er einen Anruf von seinem Arzt, der ihm berichtet, dass er kerngesund ist. Da Charlie nun seine Gesundheit in trockenen Tüchern sieht, verwirft er den Gedanken Rose zu heiraten wieder und findet zu seinem alten Lebensstil zurück. |           |                                                |                                       |                      |                                            |               | |
| 127 | 12        | Sie können jederzeit rein                      | Thank God for Scoliosis               | 12. Jan. 2009        | 26. Jan. 2010                              | Jeff Melman   | Handlung: Eddie Gorodetsky & Jim Patterson Schauspiel: Chuck Lorre & Mark Roberts                                          |
| Alan gerät in Versuchung, sich mit seiner Vorzimmerdame und Ex-Geliebten von Charlie, Melissa, einzulassen. Als er der Verlockung nicht mehr standhält und Melissa zu Hause besucht, lernt er deren bekiffte Mutter Shelly kennen. Shelly zeigt ebenfalls Interesse an Alan, doch anstatt sich auf einen „Mutter-Tochter-Dreier“ einzulassen, zieht Alan es vor, nach Hause zu gehen und den Tag auf Charlies Terrasse ausklingen zu lassen. Jake und Charlie geraten derweil in einen Streit um eine Kellnerin, da sie Interesse an beiden äußert und weder Jake noch Charlie sie dem anderen überlassen will. |           |                                                |                                       |                      |                                            |               | |
| 128 | 13        | Ponies und Einhörner                           | I Think You Offended Don              | 19. Jan. 2009        | 6. Feb. 2010                               | Jeff Melman   | Handlung: Chuck Lorre & Mark Roberts Schauspiel: Lee Aronsohn, Don Foster & Jim Patterson                                  |
| Alans Verdacht, dass er der Vater von Judiths Kind sein könnte, wächst weiter, da Alan einen Kalender von Judiths Menstruationszyklus gemacht hat und nach seiner Berechnung nur er der Vater sein kann. Um Herb nicht mit seinem Verdacht zu konfrontieren und trotzdem Zeit mit seinem ungeborenen Kind zu verbringen, bietet er Herb seine Hilfe beim Renovieren des Zimmers seiner Tochter an. Jake hat derweil Angst, auf eine Party zu gehen, da er weiß, dass ein Mädchen auf der Party sein wird, die auf ihn steht, er sich jedoch nicht bereit für eine Beziehung fühlt. |           |                                                |                                       |                      |                                            |               | |
| 129 | 14        | Ein pedantischer, selbstgefälliger Musterknabe | David Copperfield Slipped Me a Roofie | 2. Feb. 2009         | 6. März 2010                               | Jeff Melman   | Handlung: Mark Roberts Schauspiel: Don Foster & Jim Patterson                                                              |
| Es ist Alans 40. Geburtstag, und Melissa will für ihn eine Party arrangieren. Sie bittet Charlie, Evelyn, Jake und Berta ebenfalls zu der Party zu kommen, was die vier nur widerwillig tun. Als auf der Party die Gäste ein paar Worte über Alan sagen sollen, machen sich Charlie, Evelyn und Berta über ihn lustig, während Jake Platz für die Torte schafft. Melissa findet, dass Alan etwas Besseres verdient habe, als von seiner Familie verspottet zu werden, und lädt Alan ein, bei ihr und ihrer Mutter zu wohnen. Als Melissa nochmal einkaufen geht, bietet Shelly Alan ihr selbst gebackenes Bananenbrot an. Alan, der nicht weiß, dass Shellys Backrezept auch Hanf beinhaltet, nimmt gerne ein Stück und verliert daraufhin die Kontrolle über sich selbst. Als Melissa von ihrem Einkauf zurückkommt, erwischt sie Alan zusammen mit ihrer Mutter völlig high in ihrem Schlafzimmer.                                                                                              |           |                                                |                                       |                      |                                            |               | |
| 130 | 15        | Fangen wir mit der Katze an                    | I’d Like to Start With the Cat        | 9. Feb. 2009         | 13. März 2010                              | Jeff Melman   | Handlung: Chuck Lorre Schauspiel: Mark Roberts, Don Foster & Susan Beavers                                                 |
| Charlies Beziehung zu Chelsea läuft Gefahr auseinanderzubrechen, weil Chelsea mit der nur aus Sex, Essen und Fernsehen bestehenden Beziehung nicht zufrieden ist. Um die Beziehung zu retten, geht Charlie zu einer Psychologin, die ihm rät, sich mit seinen Gefühlen auseinanderzusetzen. Da Charlie die Beziehung zu Chelsea um jeden Preis retten will, überredet er Chelsea zu einer Paarberatung, die jedoch mehr von Charlies Problemen offenbart, als dass sie der Beziehung der beiden hilft. |           |                                                |                                       |                      |                                            |               | |
| 131 | 16        | Wohin mit Wanda?                               | She’ll Still Be Dead At Halftime      | 2. März 2009         | 20. März 2010                              | Jeff Melman   | Handlung: Mark Roberts Schauspiel: Don Foster & Eddie Gorodetsky                                                           |
| Chelsea ist wegen einer Trauerfeier außer Haus, und Charlie genießt den Abend ohne sie. Als Charlies Ex-Geliebte Wanda angetrunken bei ihm auftaucht, kann Charlie nicht anders, als sie hereinzubitten. Alan und Jake sind missgelaunt, weil sie glauben, dass der One-Night-Stand mit Wanda Charlies Beziehung zu Chelsea, die die beiden mittlerweile ins Herz geschlossen haben, gefährden könnte. Charlie wird bewusst, dass seine Liebe zu Chelsea größer ist, als dass er sie für einen One-Night-Stand aufs Spiel setzen würde, und beschließt, Wanda zu bitten zu gehen. Wanda ist derweil in Charlies Schlafzimmer und ist nicht mehr ansprechbar. Als dann auch noch Chelsea anruft und Charlie mitteilt, dass sie sich bereits auf dem Weg nach Hause befindet, wird es eng für Charlie, und nur mit Jakes und Alans Hilfe gelingt es ihm, Wanda noch schnell genug aus seinem Schlafzimmer zu schaffen.                                                                              |           |                                                |                                       |                      |                                            |               | |
| 132 | 17        | Der Herr der Ringe                             | The ‘Ocu’ or the ‘Pado’?              | 9. März 2009         | 27. März 2010                              | James Widdoes | Handlung: Susan Beavers & Jim Patterson Schauspiel: Mark Roberts & Don Foster                                              |
| Charlie sagt Chelsea, dass er sie liebt, und ist verwundert, dass sie seine Liebesbekundung nicht erwidert, sondern sich lediglich bei ihm bedankt. Um doch noch ein „Ich liebe dich!“ von Chelsea zu bekommen, beschließt Charlie ihr einen Heiratsantrag zu machen. Als er den Verlobungsring in ein Champagnerglas wirft und es Chelsea anbietet, zeigt der Ring jedoch nicht seine Wirkung, da sie den Champagner mit einem Schluck trinkt und dabei den Ring verschluckt. Als Chelsea den Ring am nächsten Morgen nach ein paar Tassen Kaffee doch noch zu Gesicht bekommt, gesteht sie Charlie auch ihre Liebe und das gleiche „Machtverhältnis“ in der Beziehung ist wieder hergestellt. |           |                                                |                                       |                      |                                            |               | |
| 133 | 18        | Der Schwellkopf meines Sohnes                  | My Son’s Enormous Head                | 16. März 2009        | 30. März 2010                              | James Widdoes | Handlung: Lee Aronsohn & Jim Patterson Schauspiel: Susan Beavers & Eddie Gorodetsky                                        |
| Chelsea liegt mit einer schweren Erkältung im Bett, und Charlie pflegt sie, was seine Liebe zu ihr auf eine harte Probe stellt. Da Chelsea ans Bett gebunden ist, geht Charlie für sie Medizin einkaufen und bei ihr zu Hause das Katzenklo säubern. Da Charlie nicht mit Katzen umgehen kann, nimmt er Alan mit, der ihm gut zuredet, als Charlie mit dem Gedanken spielt, Chelsea zu verlassen. Das Einzige, was Charlie bei der Stange hält, ist der Gedanke daran, dass Chelsea sich für seine Fürsorge revanchieren wird. Als es Chelsea wieder besser geht, liegt Charlie nun krank im Bett und hat Albträume von Chelseas Kater, Sir Lancelot. |           |                                                |                                       |                      |                                            |               | |
| 134 | 19        | Die Zwei-Finger-Regel                          | The Two Finger Rule                   | 30. März 2009        | 31. März 2010                              | James Widdoes | Handlung: Chuck Lorre & Lee Aronsohn Schauspiel: Susan Beavers, Eddie Gorodetsky & Jim Patterson                           |
| Alan versucht Melissa den Ausrutscher mit ihrer Mutter zu erklären, was ihm jedoch nicht gelingt. Charlie und Chelsea geraten derweil auch in einen Streit, weil Chelsea Fotos von Charlies Ex-Geliebten oben ohne auf seinem Handy findet. Herb hat derweil genug von Judiths Laune und verbringt den Abend mit Alan und Charlie. Zu der kleinen Männerrunde stoßen später auch noch Charlies Nachbar Jerome und der Pizzabote Gordon hinzu. Da Charlie keine Lust auf die Gespräche der anderen hat, fährt er zu Chelsea, vor deren Augen er Rachel anruft und ihr sagt, dass er in Zukunft keine Bilder mehr von ihr geschickt bekommen will. |           |                                                |                                       |                      |                                            |               | |
| 135 | 20        | Alan Cousteau                                  | Hello, I am Alan Cousteau             | 13. Apr. 2009        | 1. Apr. 2010                               | James Widdoes | Handlung: Chuck Lorre & Mark Roberts Schauspiel: Lee Aronsohn, Susan Beavers & Eddie Gorodetsky                            |
| Evelyn und Chelsea lernen sich kennen, und Evelyn erfährt durch sie, dass Charlie seit einiger Zeit verlobt ist. Da Evelyn schon mit Alans Exfrau Judith keinen guten Start hatte, beschließt sie, Chelsea besser kennenzulernen, was Charlie gar nicht gutheißt. Um Chelsea bewusst zu machen, was er von seiner Mutter hält, lässt er Chelseas Mutter einfliegen, zu welcher Evelyn im Vergleich ein Engel ist. Um Ruhe von ihrer eigenen Mutter zu haben, schließen Chelsea und Charlie den Pakt, sich weder mit Charlies noch mit Chelseas Mutter öfter als nötig zu treffen. |           |                                                |                                       |                      |                                            |               | |
| 136 | 21        | Eine klebrige Beziehung                        | Above Exalted Cyclops                 | 27. Apr. 2009        | 2. Apr. 2010                               | James Widdoes | Handlung: Chuck Lorre & Lee Aronsohn Schauspiel: Don Foster & Eddie Gorodetsky                                             |
| Alan hat keine Freundin und fühlt sich so allein, dass er wieder anfängt, wie in seiner Kindheit Modellautos zu basteln. Chelsea beschließt, eine Freundin für Alan zu finden, und arrangiert ein Blind Date für ihn. Bei dem Blind Date, zu dem Charlie und Chelsea ebenfalls mitkommen, stellt sich heraus, dass es sich bei Alans Date um Rose handelt. Da Alan und Charlie nicht wissen, was Rose im Schilde führt, beschließen sie, sich nicht anmerken zu lassen, dass sie Rose bereits kennen. Als Alan und Rose sich näherkommen, warnt Charlie die beiden, sich nicht in seine Beziehung einzumischen. Nachdem Rose und Alan eine gemeinsame Nacht miteinander verbracht haben, wacht Alan mit einem an seinen „Behindertenparkplatz“ geklebten Modellauto auf, was die Beziehung zu Rose ebenso schnell beendet, wie sie angefangen hat. |           |                                                |                                       |                      |                                            |               | |
| 137 | 22        | Katzenklo                                      | Sir Lancelot’s Litter Box             | 4. Mai 2009          | 5. Apr. 2010                               | Jon Cryer     | Handlung: Chuck Lorre, Lee Aronsohn & Don Foster Schauspiel: Susan Beavers, Eddie Gorodetsky & Jim Patterson               |
| Nach einem Streit mit Chelsea gibt Charlie ihrem Wunsch nach und lässt sie bei sich einziehen. Abgesehen von ihren Möbeln und Kleidern, bringt sie auch ihren Kater Sir Lancelot mit, was für Charlie zu viel des Guten ist. Nachdem er in eine Bar geflüchtet ist, erkennt Charlie, dass er sich eine andere Möglichkeit suchen muss, um ungestört zu sein, und mietet das ehemalige Apartment von Chelsea, um dort zu entspannen. |           |                                                |                                       |                      |                                            |               | |
| 138 | 23        | Der Bauchredner                                | Good Morning, Mrs. Butterworth        | 11. Mai 2009         | 6. Apr. 2010                               | Mark Roberts  | Handlung: Don Foster & Sid Youngers Schauspiel: Mark Roberts & Eddie Gorodetsky                                            |
| Alan ist einsam und beschäftigt sich mit einer Bauchrednerpuppe, was Charlie ernsthaft Sorgen macht. Alans Leidenschaft für sein neues Hobby geht so weit, dass er die Puppe manchmal Sachen aus seinem Unterbewusstsein sagen lässt, und dass die Puppe mit ihm in seinem Bett schläft. Charlie entdeckt neben der seltsamen Seite seines Bruders auch eine gute, die er für sich ausnutzen kann, um nicht mit Chelsea den ganzen Frauenkram erledigen zu müssen. Als Alan jedoch anfängt, Charlies Beziehung zu Chelsea zu sabotieren, entsteht ein heftiger Streit zwischen den beiden. |           |                                                |                                       |                      |                                            |               | |
| 139 | 24        | Plötzlich ein greller Blitz                    | Baseball Was Better With Steroids     | 18. Mai 2009         | 7. Apr. 2010                               | Lee Aronsohn  | Handlung: Mark Roberts & Susan Beavers Schauspiel: Chuck Lorre & Lee Aronsohn                                              |
| Alan versucht sich aus seiner schlechten finanziellen Lage zu befreien, und entschließt sich, ein Drehbuch zu schreiben, bei dem er jedoch nie weiter als bis zur ersten Seite kommt. Als er im Coffeeshop ist und an seinem Drehbuch arbeitet, wird er von Charlies Ex-Verlobter Mia angesprochen, die sich von ihrem Ehemann hat scheiden lassen und jetzt wieder in Malibu wohnt. Als er Charlie Grüße von Mia ausrichtet, erwacht Charlies Interesse an Mia wieder, was er auch vor seiner Verlobten Chelsea nicht verbergen kann. |           |                                                |                                       |                      |                                            |               | |

## DVD-Veröffentlichung
In den Vereinigten Staaten wurde die DVD zur sechsten Staffel am 1. September 2009 veröffentlicht. In Deutschland ist die DVD zur sechsten Staffel seit dem 12. Februar 2010 erhältlich.